# Bolívar (delstat)
 For alternative betydninger, se Bolívar. (Se også artikler, som begynder med Bolívar)
Bolívar (spansk: Estado Bolívar) er en af Venezuelas 23 delstater (estaods). Hovedstaden er Ciudad Bolívar. Delstaten er i øvrigt opdelt i 11 kommuner (monicipios) og 37 sogn (parroquias).

## Geografi
Delstaten dækker et areal på 238.000 km², hvilket svarer til 26,2% af landets samlede areal og gør Bolívar til landets arealmæssigt set største delstat.
Delstaten er beliggende i den sydlige del af landet og grænser op til Brasilien.
Klimaet varierer grundet højdeforskelle: I lavtliggende zoner, ca. 50m over havet, er temperaturen mellem 26° og 28 °C; I mellemliggende zoner, ca. 800m, er temperaturen omkring 21 °C; og i højtliggende zoner, 2.800m (på tepuierne), er der 15 °C. Klimaet er ellers savanneklima og det store område, der hedder La Gran Sabana(den store savanne) og er beliggende i delstaten, tyder også på dette. Dog er der i den sydligste del nærmest regnskoven en del mere regn.

## Historie
Delstaten er opkaldt efter Simon Bolívar, som selvstæændiggjorde en række lande i Sydamerika, herunder Venezuela. Navneskiftet blev foretaget i 1901 fra estado Guyana(fra 1864). Navngivning til ære for Simon Bolívar gælder også delstatens hovedstad, hvorfra Simon Bolívar havde etableret basen for den aktion, der skulle frigøre de første "bolivarianske" lande (Venezuela, Colombia, Panama, Ecuador, Peru og Bolivia).

## Turisme
Blandt turismeatraktioner i delstaten er Salto del Angel. Delstaten har i øvrigt en række små vandfald.
Nationalparken Canaima ligger også inden for delstatens grænser. Parken i sig selv er en seværdighed, men måske især i kraft af tepuierne som findes der.